# Express (armamento)

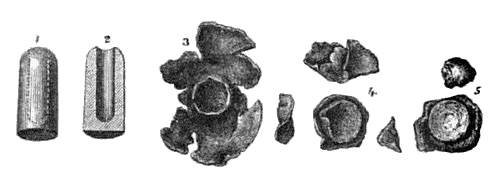
Desenhos de 1870 de balas de ponta oca de um rifle express antes do disparo (1, 2) e depois de recuperadas dos corpos dos animais (3, 4, 5). As pontas ocas, tornavam as balas express mais leves, mais rápidas e matavam os animais de pele fina mais rápido que balas sólidas.

O termo express foi aplicado pela primeira vez a rifles e munições de caça a partir de meados do século XIX, para indicar um rifle ou munição capaz de atingir velocidades maiores do que as "normais". Os primeiros cartuchos express usavam uma carga pesada de pólvora negra para propelir uma bala leve, geralmente de ponta oca, em altas velocidades para maximizar o alcance sem necessidade de compensação devido à queda da bala. Posteriormente, os cartuchos express foram carregados com pólvora à base de nitrocelulose (pólvora sem fumaça), dando origem aos cartuchos "Nitro Express", o primeiro dos quais foi o .450 Nitro Express.
O termo express ainda é usado hoje e é aplicado a rifles, munições e um tipo de mira de ferro. Com a adoção generalizada de cartuchos de rifle de pequeno calibre e alta velocidade, o significado de express mudou no uso moderno e refere-se a rifles de grande calibre e munições de alta velocidade, normalmente usados para caçar animais grandes ou perigosos a curta distância.

## Exemplos de cartuchos
Há uma grande variedade de cartuchos express, incluindo a família de cartuchos Nitro Express. 
Os cartuchos express de pólvora negra mais antigos incluem:
- .450/400 Black Powder Express
- .450 Black Powder Express
- .500/450 No 1 Black Powder Express
- .500/450 Magnum Black Powder Express
- .500 Black Powder Express
- .577/500 No 2 Black Powder Express
- .577 Black Powder Express
- 20/577 Alexander Henry